# Amazonides atrisigna
Amazonides atrisigna là một loài bướm đêm trong họ Noctuidae.